# Вовчуг
Вовчуг (Ononis L.) — рід рослин родини бобових підродини метеликових, — багаторічних трав, чагарничків і чагарників. Деякі види є злісними бур'янами, здатними зупинити борону при боронуванні. Природно поширені в Європі.
У фітотерапії вовчуг використовується для лікування проблем сечового міхура і нирок і як сечогінне.
Активні складники вовчуга — ефірні олії, флавонові глікозиди і дубильні речовини. Деякі види вовчугів є кормовими рослинами для личинок метеликів, у тому числі молей Eupithecia subfuscata і Coleophora ononidella (остання живиться самим лише листям О. arvensis).

## Види вовчугів

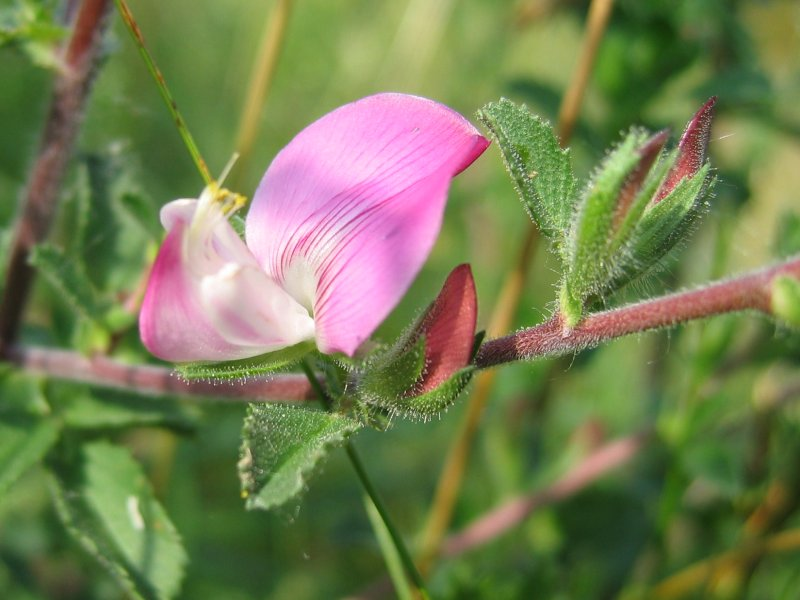
Вовчуг польовий (Ononis arvensis)

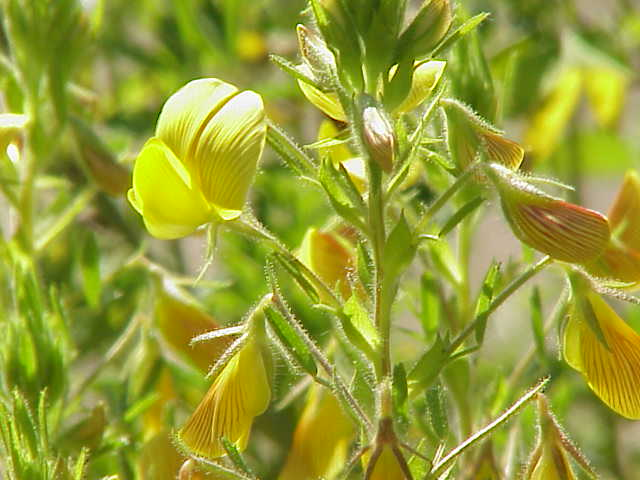
Ononis natrix, квіти і листя

Рід вовчуг наразі включає 31 прийнятий вид:
- Ononis adenotricha Boiss.
- Ononis alba Poir.
- Ononis alopecuroides L.,
- Ononis angustissima Lam.
- Ononis arvensis L.,
- Ononis avellana Pomel
- Ononis baetica Clemente
- Ononis biflora Desf.
- Ononis cossoniana Boiss. & Reut.
- Ononis cristata Mill.
- Ononis euphrasiifolia Desf.
- Ononis fruticosa L.
- Ononis inermis Pall.
- Ononis mitissima L.
- Ononis natrix L.,
- Ononis ornithopodioides L.
- Ononis pubescens L.
- Ononis pusilla L.
- Ononis reclinata L.,
- Ononis repens L.,
- Ononis rotundifolia L.
- Ononis serrata Forssk.
- Ononis sicula Guss.
- Ononis speciosa Lag.
- Ononis spinosa L.,
- Ononis subspicata Lag.
- Ononis tridentata L.
- Ononis vaginalis Vahl
- Ononis variegata L.
- Ononis viscosa L.